# 津宮村
津宮村（つのみやむら）とは、千葉県香取郡にかつて存在した村である。香取市の地名として現存する。

## 地理
- 現在の香取市、旧佐原市の北部に位置する。
- 村域は台地と平地が入り組む谷戸が多い地形になっている。
- 村内には利根川が流れている。

## 歴史

### 沿革
- 1889年（明治22年）4月1日 - 町村制施行に伴い、津宮村が単独村制を施行し香取郡津宮村が発足。
- 1931年（昭和6年）11月10日 - 成田線の佐原駅 - 笹川駅間開業により香取駅が開業。
- 1955年（昭和30年）2月11日 - 津宮村は瑞穂村、新島村、大倉村とともに佐原市に編入。同日津宮村廃止。
- 2006年（平成18年）3月27日 - 佐原市が小見川町、山田町、栗源町と合併して香取市を新設。

変遷表
| 1868年 以前 | 1868年 以前 | 明治22年 4月1日 | 昭和30年 2月11日 | 平成18年 3月27日 | 現在   |
| ----------- | ----------- | --------------- | ---------------- | ---------------- | ------ |
|             | 津宮村      | 津宮村          | 佐原市 に編入    | 香取市           | 香取市 |

## 人口・世帯

### 人口
総数 [単位： 人]
| 1891年（明治24年） | 1,745 |
| 1903年（明治36年） | 2,076 |
| 1920年（大正 9年） | 1,898 |
| 1935年（昭和 5年） | 1,972 |
| 1940年（昭和15年） | 2,040 |
| 1955年（昭和30年） | 2,995 |

### 世帯
総数 [単位： 世帯]
| 1955年（昭和30年） | 443 |

## 交通

### 鉄道
- 日本国有鉄道（ → 東日本旅客鉄道）
  - ■成田線
    - 香取駅

※駅の所在地は津宮村。
※津宮村が存在した当時は鹿島線は未開通。現在は村域内に同線十二橋駅が存在する。